# 贝鲁特国家博物馆
贝鲁特国家博物馆（阿拉伯语：‎, Matḥaf Bayrūt al-waṭanī；法语：Musée national de Beyrouth）是黎巴嫩主要的考古学博物馆。第一次世界大战后开始收藏，博物馆于1942年正式开放。该博物馆总共收藏了约100,000件藏品，其中大部分是考古发掘的古代和中世纪考古发现，展出文物大约1300件，从史前时期到中世纪的马穆鲁克时期。
在1975年黎巴嫩内战期间，该博物馆位于交战前线，其埃及复兴风格的建筑及其收藏品在战争中遭受了严重破坏，但大多数文物通过最后一刻的抢先措施得以保存。
如今，经过重大整修，贝鲁特国家博物馆已在原址修复，尤其是作为古代腓尼基文物的主要收藏者。

## 历史

### 起源

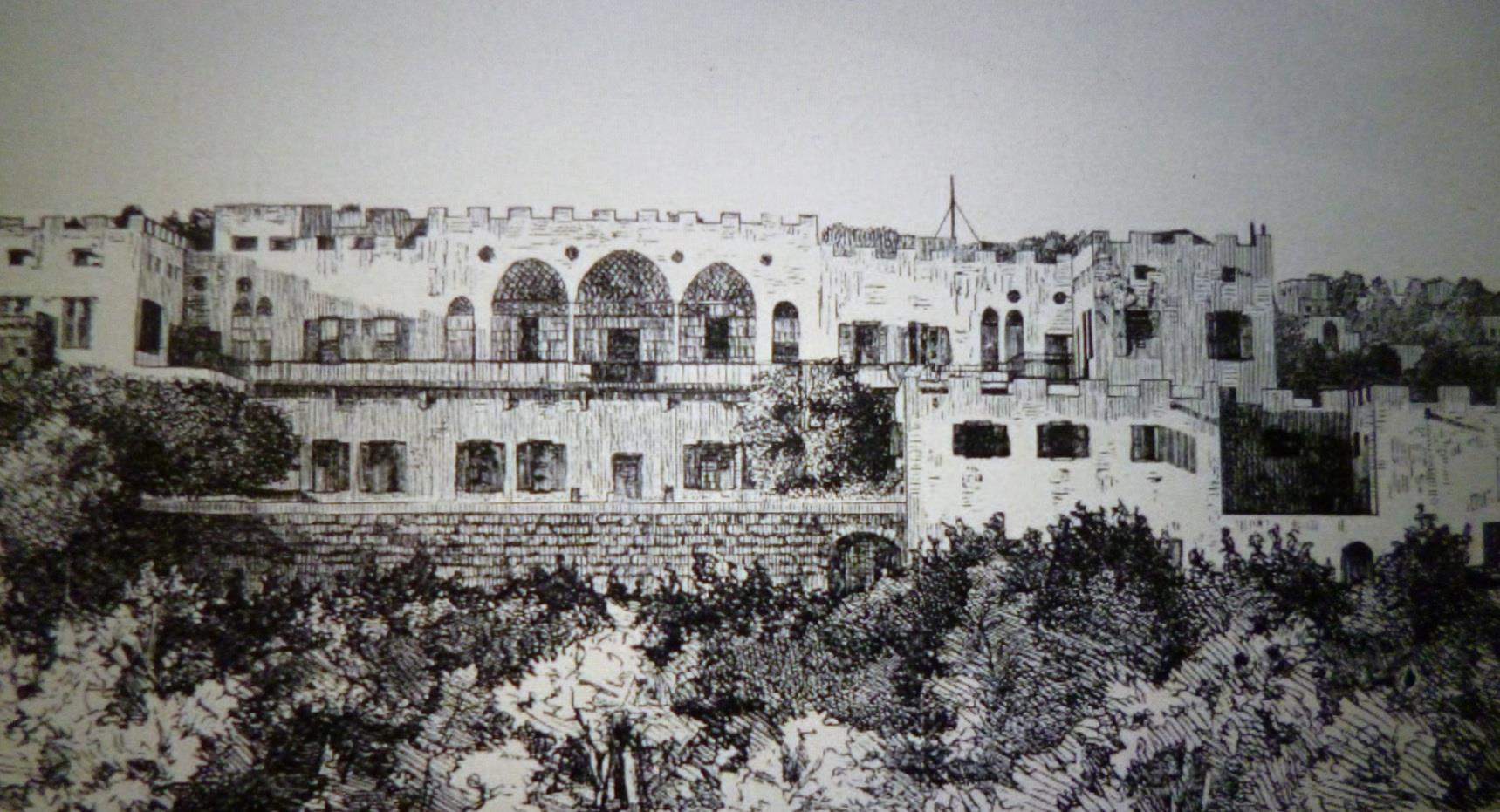
贝鲁特凯撒斯韦特女执事大楼，19世纪版画

1919年，驻扎在黎巴嫩的法国军官雷蒙德·韦尔收藏的的一小批古文物，在贝鲁特乔治·皮科特街凯撒斯韦特女执事大楼的临时博物馆展出。 同时，考古和美术服务处的先驱者开始收藏贝鲁特周围地区发掘的文物。最初的藏品迅速扩展，增加了乔治·康特瑙博士在赛达，欧内斯特·勒南 在赛达、泰尔和比布鲁斯的发现，私人收藏的捐赠，包括亨利·塞里格的钱币收藏, 馬克西姆·魏刚将军于1925年，赛达美国教会学校的校长乔治·福特博士在1930年的捐赠。

### 基础
1923年，创建了“博物馆之友委员会” 由后来的总理贝沙拉·扈利领导，以筹集资金建立国家博物馆。 委员会接受了建筑师安东尼·纳哈斯（Antoine Nahas）和皮埃尔·勒普里斯·林格（Pierre Leprince-Ringuet）提出的计划。市政厅捐赠了贝鲁特竞技场附近的一块土地，于1930年开始建设，于1937年完工。博物馆原定于1938年开放，但由于第二次世界大战前的政治局势而推迟。 贝鲁特国家博物馆终于在1942年5月27日由总统阿尔弗雷德·纳卡奇（Alfred Naqqache）开馆。 在首席策展人莫里斯·切哈布 33年的指导下，藏品继续增长，直到1975年黎巴嫩内战爆发。

### 关闭与毁灭

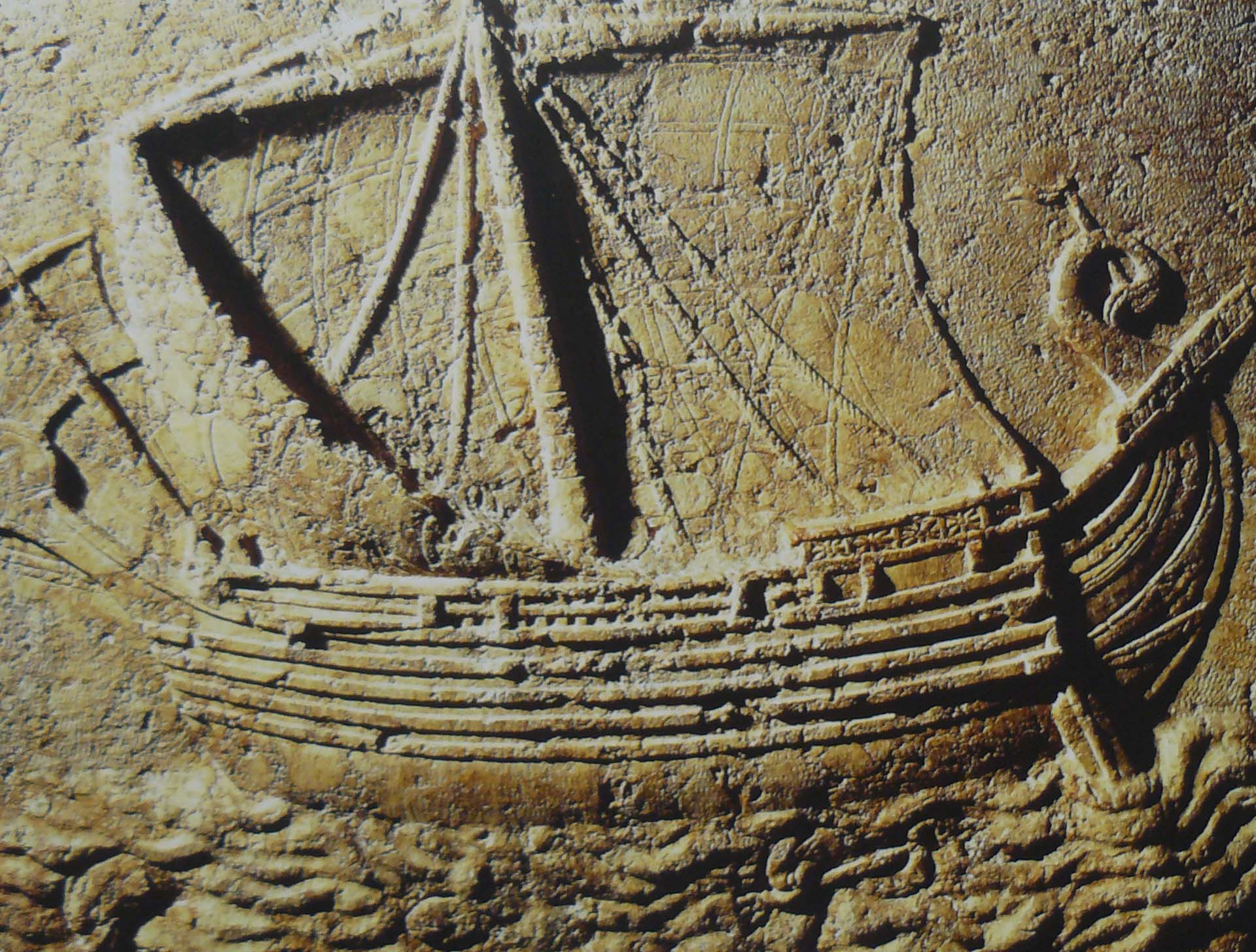
石棺细节展示的公元2世纪西顿腓尼基船只

1975年黎巴嫩内战爆发后，贝鲁特被分为两个相对抗的地区。国家博物馆正是位于分界线“博物馆巷”上，该界线将交战的民兵和军队隔开。 博物馆附近的环境迅速恶化， 博物馆遭受炮击和轰炸，并变成了战斗人员的兵营。 博物馆巷成为由各种黎巴嫩民兵、叙利亚军队或以色列军队控制的检查站，它们在短暂的休战中打开和关闭道路。 当局决定关闭博物馆。博物馆内部的第一个保护措施是由莫里斯·切哈布夫妇 在交火和休战期间采取的。易受伤害的小文物从展柜中移出，藏在地下室的储藏室中，然后将其围起来，禁止任何人进入。在底楼，地面的马赛克覆盖了一层混凝土。雕像和石棺用沙袋保护起来。当情况在1982年达到最严重的时候，较重的文物被包裹在木头和混凝土中。

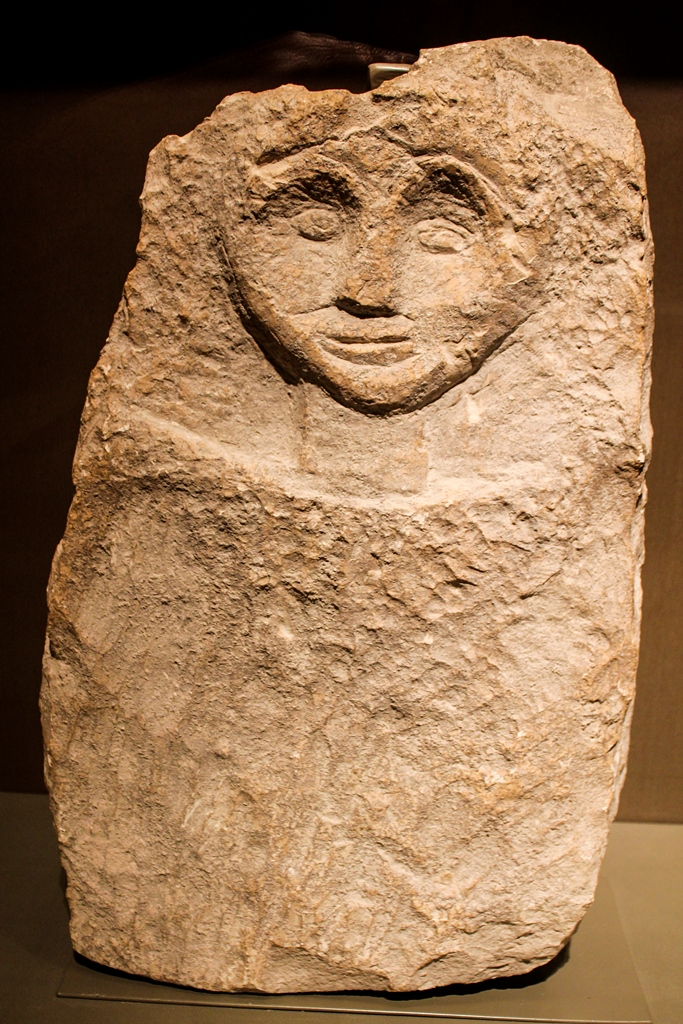
泰尔腓尼基墓碑

1991年宣布最后停火时，博物馆已处于濒临毁灭的状态，里面被雨水淹没，外立面满是子弹和弹坑。占领房屋的民兵用涂鸦涂满了内墙。博物馆的收藏品状况也很严重：小物件在完全不合适的环境中被放置在储藏室中已超过十五年。国家博物馆地基为高水位，导致湿度危险增加，以及储藏室积水。大型石器留在应急箱中，没有任何通风，下部边缘已可见到盐分腐蚀的痕迹。与文物总局相邻的翼楼被炮弹炸毁，大火烧毁了地图，照片和记录等文件，以及45箱考古文物。所有的实验室设备都丢失了。 在战争期间，一些物品被洗劫一空，现在在土耳其博物馆展出，另一些则被拍卖。具有讽刺意味的是，这些东西是从外面的商店（主要是在比布鲁斯和西顿）偷来的，在那里才被保留下来，免于损坏和抢劫。

### 重新开放和装修
恢复国家博物馆的第一个计划是在1992年，由当时的文化和高等教育部长Michel Edde提出的。文物总局长卡米尔·阿斯玛（Camille Asmar）拒绝了拆除保护文物的混凝土墙的提议，因为博物馆还没有门窗来防止进一步的掠夺。加桑·图埃尼（Ghassan Tueni）捐资修建了博物馆巨大的新大门。门窗安装以后，就开始拆除保护地下室入口的混凝土墙。 修复工作始于1995年，重点是建筑物本身，以及收藏品的清点和修复。 1997年11月25日，博物馆由当时的总统埃利亚斯·赫拉维正式揭幕，但由于大楼的其余部分仍在维修中，并且需要进行重大修改以满足现代博物馆学标准的要求，因此只有一部分底楼和地下室可进入。博物馆于1998年7月再次对公众关闭，以进行修复工作。 1999年10月8日，在总统埃米尔·拉胡德的赞助下，博物馆重新向公众开放。
国家博物馆的修复工作由文化部，文物总局和国家遗产基金会负责 根据法国建筑师，城市规划师和设计师让·米歇尔·威尔莫特（Jean-Michel Wilmotte）的计划进行。
1999年，黎巴嫩政府发起大规模运动，以追回内战期间被盗或买卖的文物。由于黎巴嫩法律规定任何超过300年历史的物品均属于国家所有，因此从仓库或私人住宅中发现了许多文物。 2011年，底楼修复实验室搬迁，一个以莫里斯·切哈卜王子命名的新展览厅向公众开放。

### 地下室重新开放

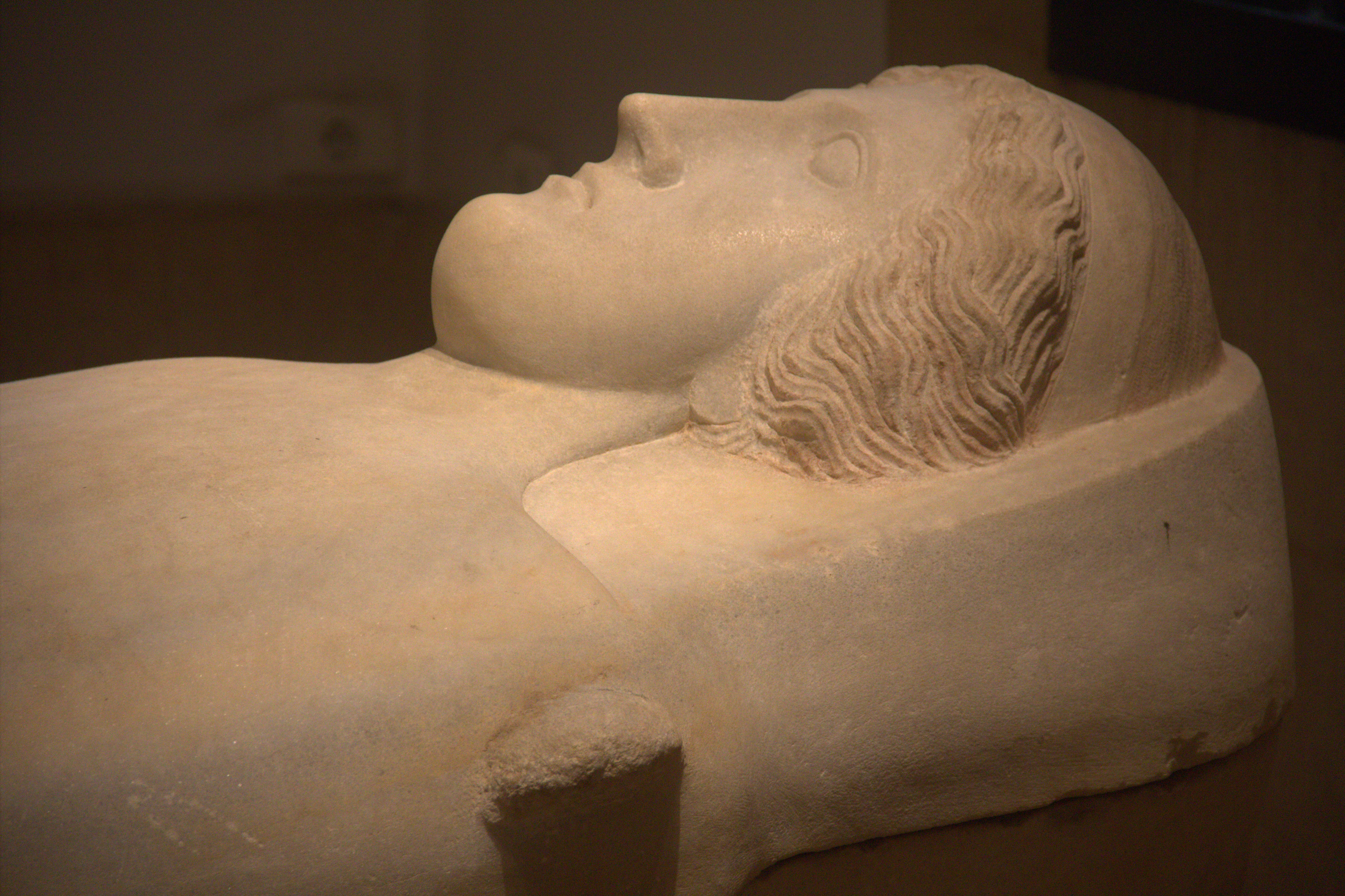
公元前4世纪的大理石人形石棺

地下室的开业时间原定于2010年11月， 但由于技术和财务困难而推迟。2014年，在黎巴嫩文化部长罗尼·阿拉伊吉的倡议下，和意大利政府的财政和技术支持下，开始进行700平方米的修复工程。意大利政府 为该项目提供了120万欧元通过意大利发展合作.地下室终于在2016年10月7日重新开放，正式仪式由黎巴嫩总理塔马姆·萨拉姆和意大利外交和国际合作部长保罗·真蒂洛尼主持.
地下室收藏品展示了史前时期直至奥斯曼帝国时期的墓葬艺术。收藏的亮点包括来自福特收藏的31具腓尼基人形石棺，描绘圣母玛利亚的壁画可追溯到公元 240年，被认为是世界上最古老的圣母像之一。其他值得注意的文物是夸底沙圣谷天然保存的马龙木乃伊和泰尔壁画墓。

## 建筑

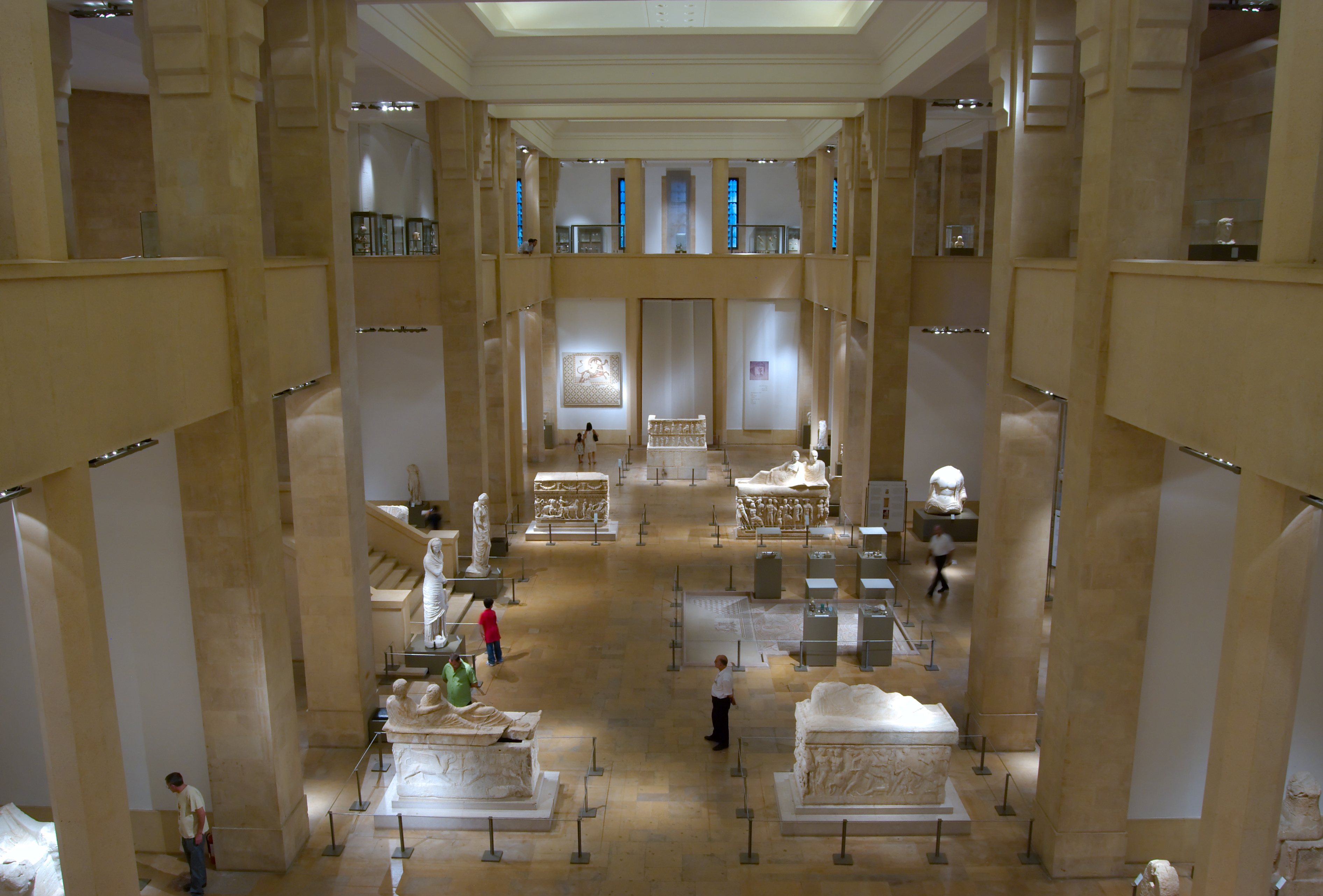
内部

该博物馆的设计是法国灵感的埃及复兴式建筑，由建筑师安东尼·纳哈斯（Antoine Nahas）和皮埃尔·勒普里斯·林格（Pierre Leprince-Ringuet）设计，用黎巴嫩石灰石建造。它包括地下室、底楼、夹层和露台。中间区域的夹层上方覆盖玻璃屋顶，产生自然的头顶光。
整个场地约5500平方米，展览面积总计6,000平方米。紧邻的博物馆附楼和行政办公室占地约1,000平方米。

## 馆藏

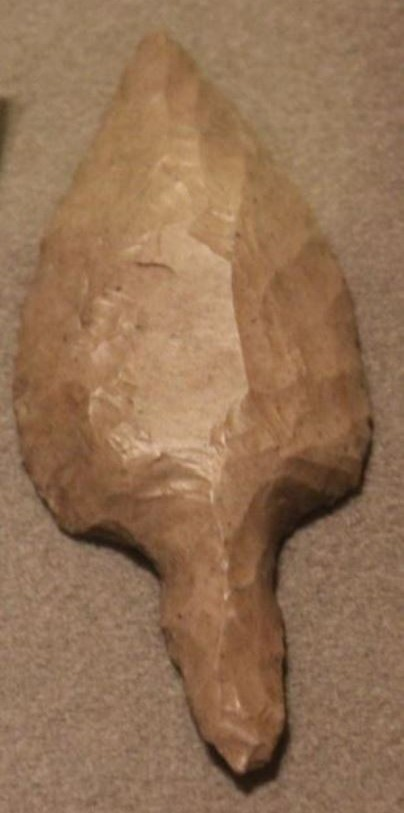
比布鲁斯的新石器时代的火石

贝鲁特国家博物馆收藏约100,000件文物，目前展出1300件文物。 博物馆的陈列按照从史前开始，到奥斯曼帝国时代结束的时间顺序。 
参观线路开始于底楼，那里展示了83件大型文物，其中包括石棺，马赛克雕像和浮雕。上层展示1243件中小型文物，现代陈列柜中按时间顺序和主题排列，柔和的灯光，和具有放大效果的玻璃，强调了这些文物的美学方面。

### 史前史
该馆藏有早期渔猎-收集社会的史前文物，从旧石器时代初期（公元前1M–150,000年）到新石器时代（公元前9000-3200年）, 通常是矛头、火石、鱼钩和陶器。
这些是在黎巴嫩全境的洞穴中发现的。 整个黎巴嫩大约发现了500个史前遗址，而贝鲁特市大约发现了50个遗址。

### 青铜时代
在青铜时代（3200-1200 BCE），黎巴嫩出现第一个设防的村庄，商业和海上活动的发展，在比布鲁斯发明世界上最早的字母腓尼基字母。 藏品包括博物馆的杰作：比布鲁斯国王阿西拉姆的石灰石石棺，有用腓尼基字母书写的最古老的文字。
藏品亮点：
- 比布鲁斯方尖碑神庙：
  - 比布鲁斯小雕像：镀金青铜，方尖碑神庙 –比布鲁斯, 公元前19-18世纪
  - 装饰的刀：黄金和象牙，方尖碑神庙–比布鲁斯，公元前19-18世纪
  - 斧头: 黄金，方尖碑神庙– 比布鲁斯, 公元前19-18世纪
  - 瑞希普小雕像：镀金青铜，方尖碑神庙–比布鲁斯，公元前19-18世纪
  - 阿比谢姆方尖碑
- 从比布鲁斯皇家公墓：
  - 阿西拉姆国王的石棺:石灰石，比布鲁斯皇家公墓，公元前10世纪[10]
  - 叶普谢穆·阿比国王的王冠和权杖：黄金和青铜，皇家公墓，比布鲁斯，公元前18世纪
  - 阿比谢姆国王的珠宝收藏: 黄金和宝石，皇家公墓，比布鲁斯，公元前18世纪
- 鸭形化妆品盒：象牙，赛达，公元前14世纪[29][31]

### 铁器时代
黎巴嫩的铁器时代（公元前1200–333年）见证了腓尼基文明的高潮，其海事扩张，以及腓尼基字母向其他文化的传播，都达到了顶峰（见希腊传说，泰尔卡德摩斯）。在这段时期内，经过一段自治时期，该地区的城邦处于亚述、巴比伦和波斯 霸权统治之下。占领文明影响了腓尼基的陶瓷、珠宝和象牙制品，雕像和石棺。
该系列的主要亮点包括：
- 福特人形石棺：大理石，公元前4世纪
- 埃什蒙神庙的雕像：大理石，Bustan esh Sheikh, 公元前4世纪.
- 带有牛角的柱头：大理石，赛达, 公元前5世纪，

### 希腊化时期
希腊化时期（公元前333 - 64年） 

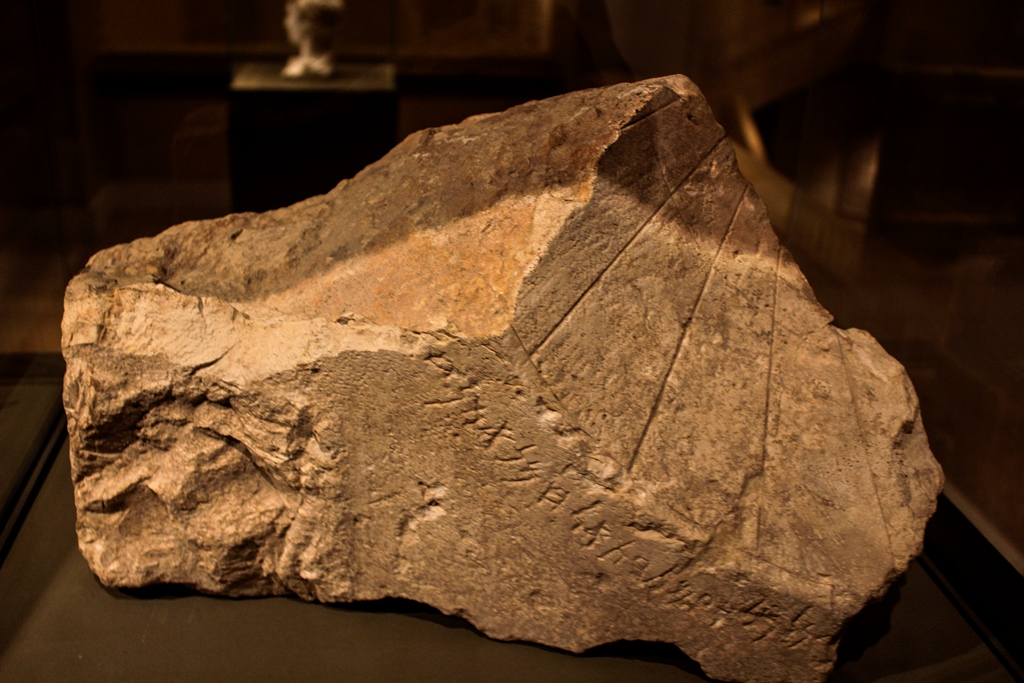
石灰石腓尼基日晷

公元前333 年，亚历山大大帝决定性地战胜波斯国王大流士三世，腓尼基的大门向希腊征服者敞开。
亚历山大死后，腓尼基最初属于埃及的托勒密王朝，在帕尼翁戰役之后，归属立足今伊拉克的塞琉古帝国。塞琉古帝国废除了当地的君主，任命希腊名字的总督来统治腓尼基城市。
在波斯时期进入腓尼基的希腊影响力，如今大为增强。在哈拉耶布发现的小雕像，显示出爱琴海对当地工匠的影响。不断蔓延的希腊化，与当地的闪米特人产生互动，但后者仍然忠诚于其神灵和语言。它导致了一种艺术和建筑上的共生，这在Umm al-Amad和Bustan esh Sheikh的文物中得到了最好的说明。
收藏亮点：
- Eshmun 神庙：大理石，Bustan esh Sheikh （西顿附近）公元前350年

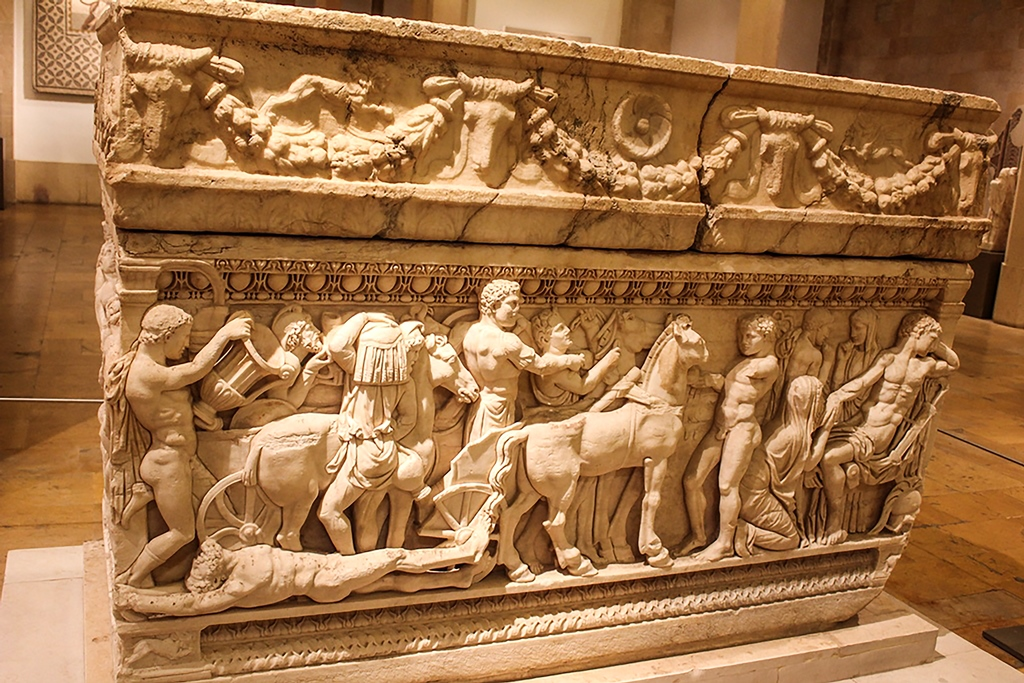
石棺与阿喀琉斯传说

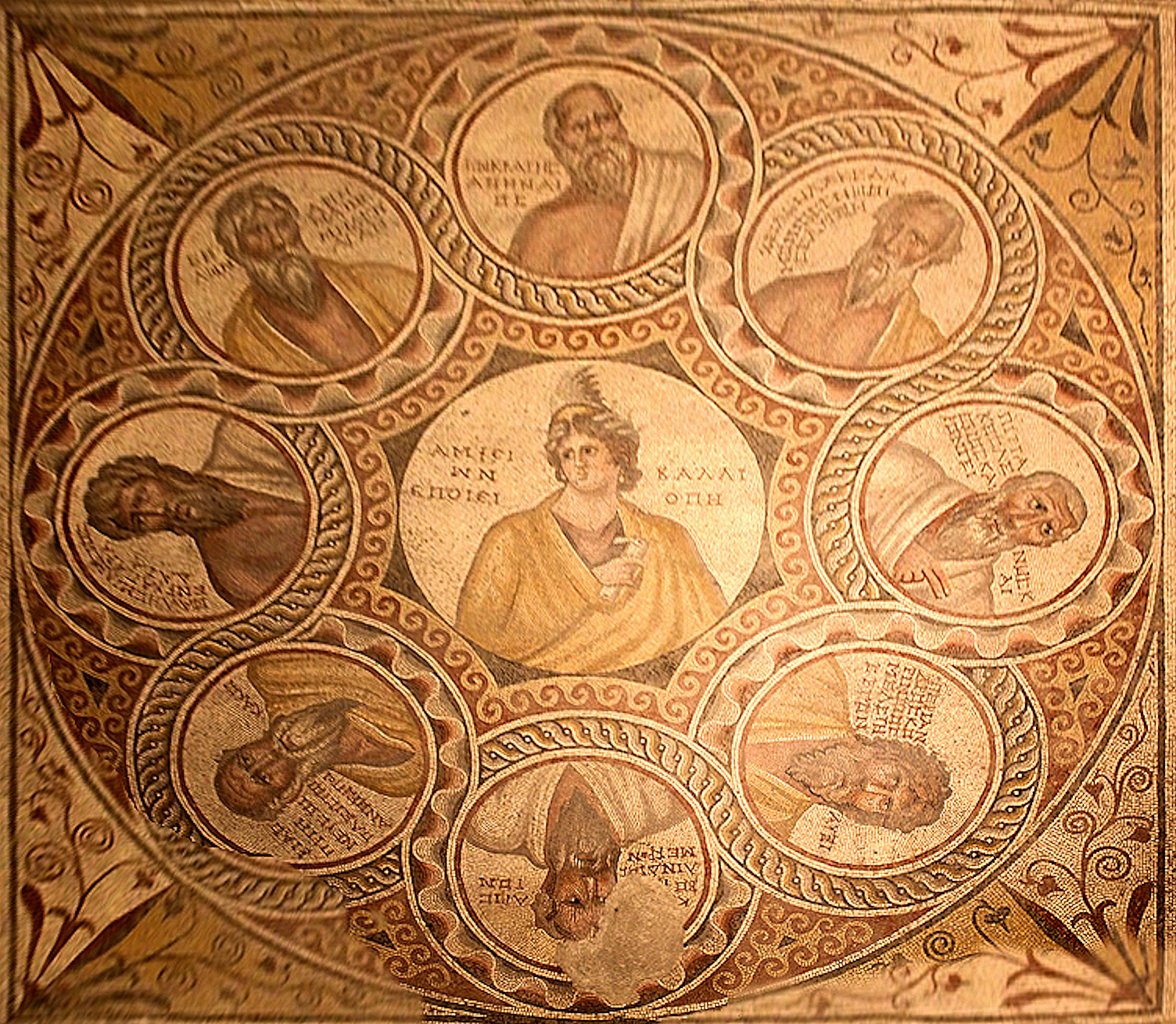
古希腊七贤马赛克：卡利俄佩、苏格拉底和古希腊七贤，巴勒贝克, 公元三世纪

- 阿佛洛狄忒雕像：大理石，贝鲁特
- 希腊诸神雕像：陶瓦，哈拉耶布[29]
- 阿斯塔蒂的宝座

### 罗马时期
公元前64年，罗马将军庞培的军事远征结束了塞琉古帝国的无政府状态，腓尼基成为罗马世界的一部分。但罗马内战仍然破坏该地区，直到公元前31年，奥古斯都统治之下， 罗马和平扩展到这个地区。罗马和平有利于国际贸易，并发展了银匠、玻璃、纺织品和陶瓷等当地工业。
罗马时期（公元前64年– 395年）部分收藏重点包括：
- 阿基里斯 石棺：大理石，泰尔，公元2世纪
- 醉酒丘比特石棺：大理石，泰尔，公元2世纪
- 绑架欧罗巴马赛克：朱拜勒，公元3世纪
- 许癸厄亚雕像：大理石，朱拜勒
- 卡利俄佩和古希腊七贤马赛克：巴勒贝克，公元3世纪
- 狄俄倪索斯半身像：大理石，泰尔，公元3世纪

### 拜占庭时期
公元395年狄奧多西一世去世后，罗马帝国分裂为西罗马帝国和东罗马帝国。黎巴嫩的城市属于后者，并且在392年基督教成为国教。皇帝下令拆除异教徒的庙宇，但像阿多尼斯和朱庇特崇拜在当地居民中仍然活跃，保留了好几个世纪。
拜占庭时期（公元395 – 636年）的文物包括：
- “嫉妒”马赛克：贝鲁特
- 教堂司祭席：大理石，贝鲁特
- 硬币和珠宝收藏

### 阿拉伯征服，马穆鲁克时期
阿拉伯人征服黎巴嫩在公元637年完成。在在6世纪的地震后，沿海城市的扩张速度有所放缓，但在倭马亚王朝时期恢复了增长。他们的港口和造船厂恢复了活动，腹地也进行广泛的农业灌溉工作。
黎巴嫩受到各种王朝变迁的直接影响，倭马亚王朝、阿拔斯王朝、法蒂玛王朝、塞尔柱王朝、阿尤布王朝和马穆鲁克先后掌权。在这段漫长的时期内，伊斯兰教传播开来， 阿拉伯语成为政府的语言，然后逐渐取代了当地的方言。马穆鲁克时期（公元636年至1516年）的文物包括硬币、黄金首饰和釉面的陶瓦碗。

## 位置和设施
该博物馆位于贝鲁特的Mazra'a区，Abdallah al-Yafi大道与大马士革路的交汇处。两侧是贝鲁特竞技场和文物总局大楼。。一楼入口大厅的侧面是一间小剧院和一家礼品店。

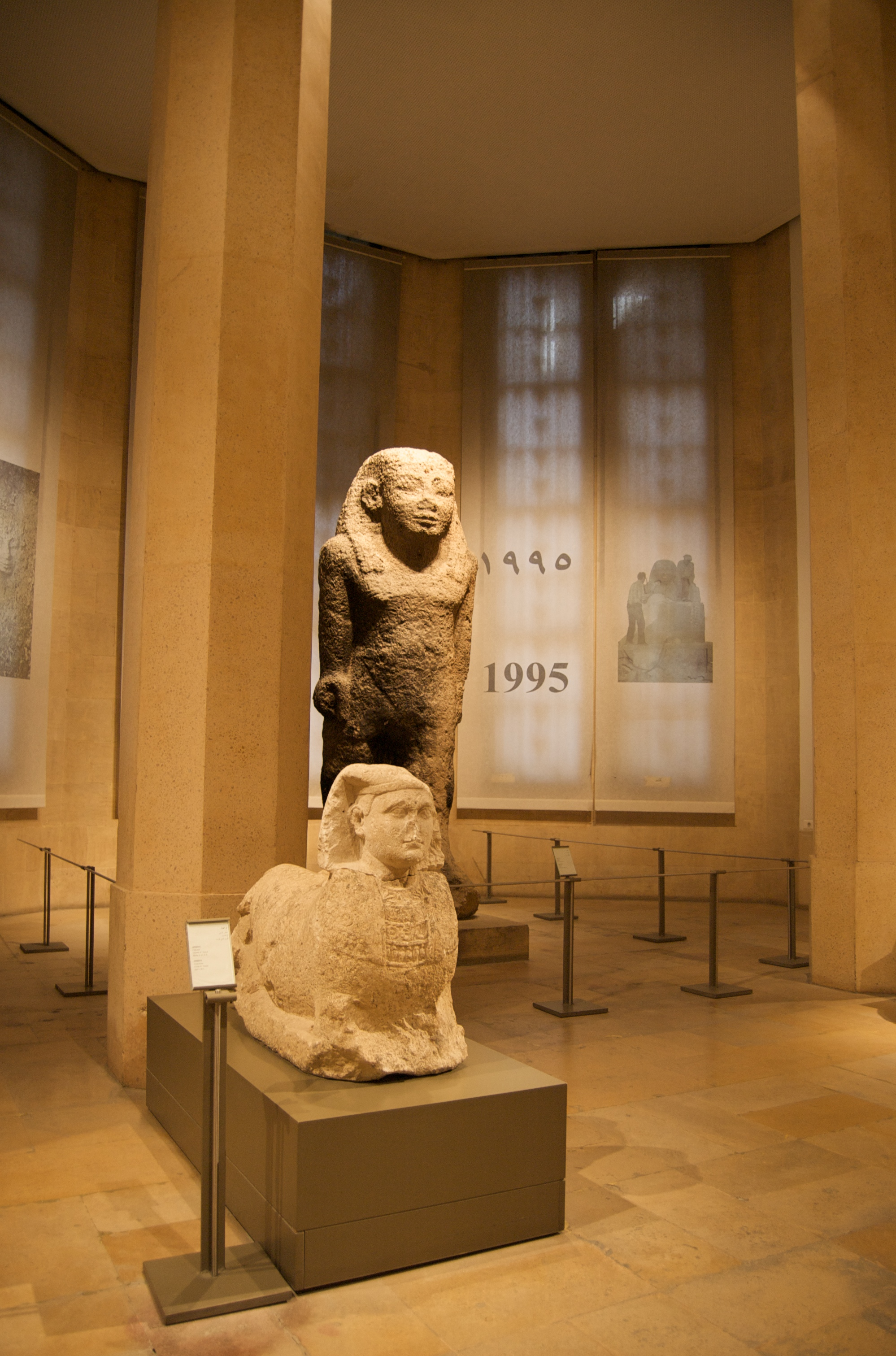
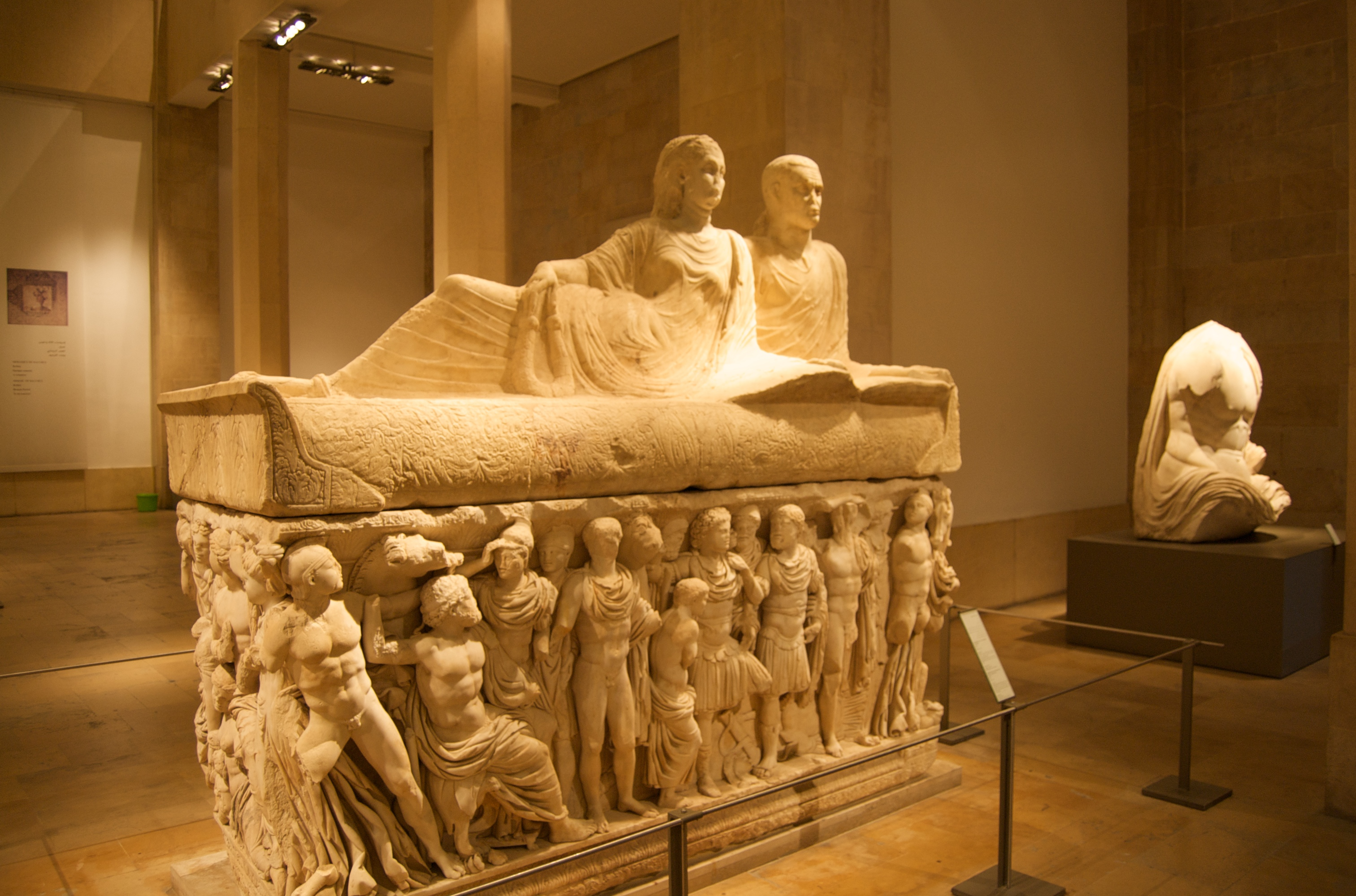
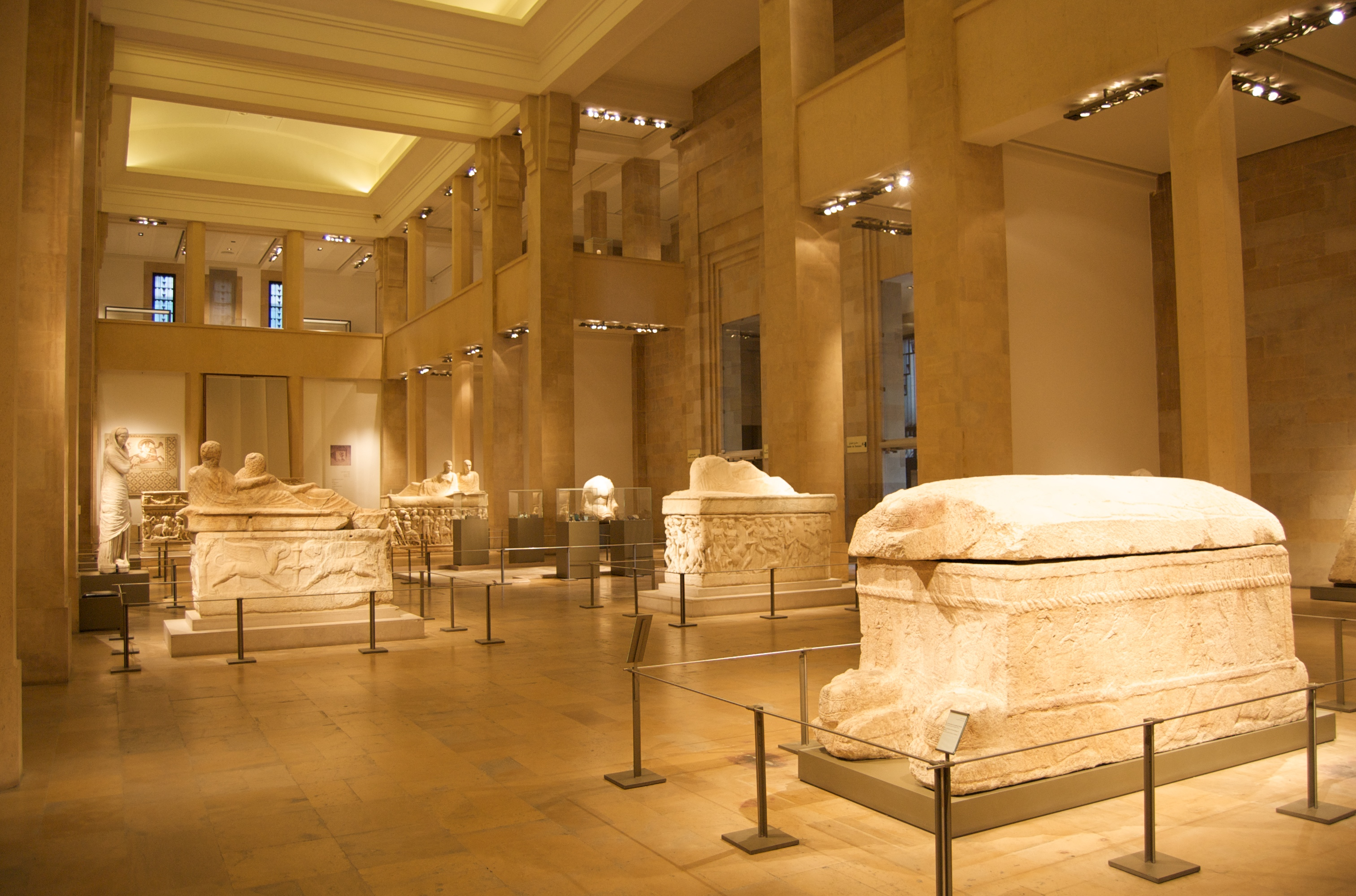
Side of the museum
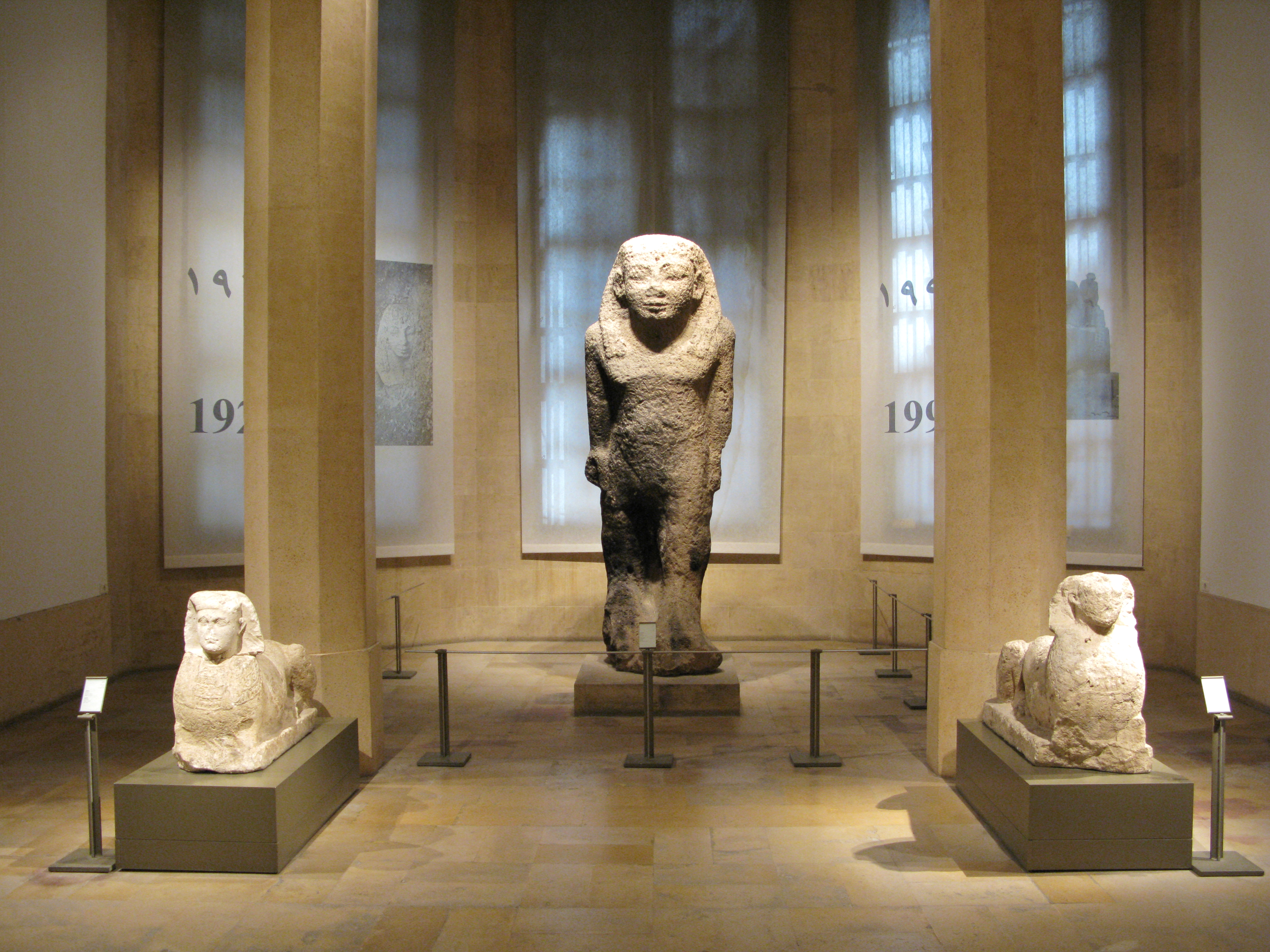
Statue
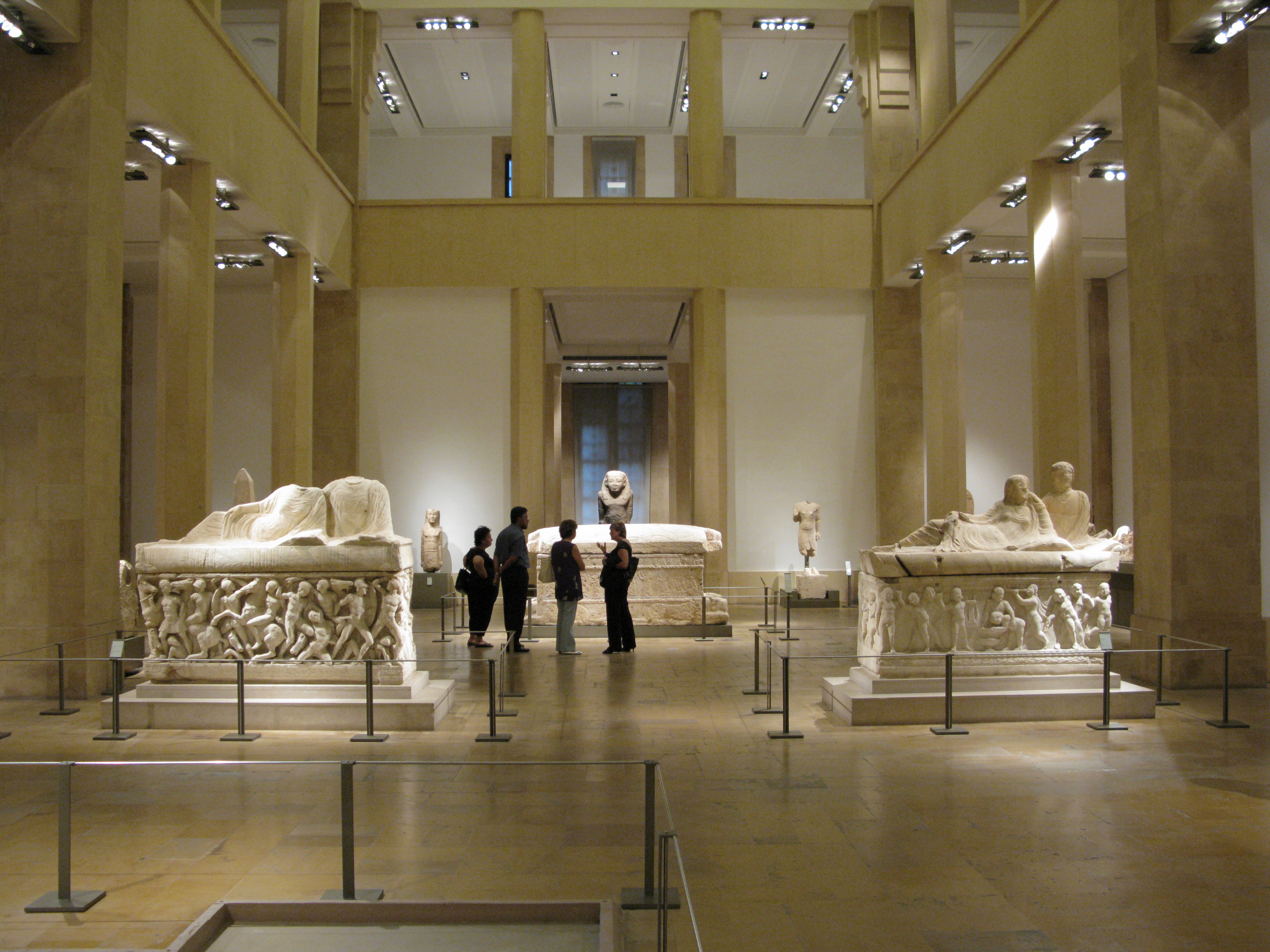
Main hall